# John Bruno
John Bruno est un réalisateur et spécialiste américain des effets spéciaux oscarisé, principalement connu pour son travail avec James Cameron. Touche à tout, il a pu aussi, au cours de sa carrière, accomplir des fonctions dans la direction artistique, l'animation, la production et l'écriture de scénario.

## Filmographie

### Cinéma

#### Réalisation
- 1999 : Virus

#### Effets spéciaux
- 1981 : Métal hurlant (segment Taarna)
- 1982 : Poltergeist
- 1984 : SOS Fantômes
- 1984 : Cheech & Chong's The Corsican Brothers
- 1985 : Vampire, vous avez dit vampire ?
- 1986 : Poltergeist 2
- 1989 : Abyss
- 1991 : Terminator 2 : Le Jugement dernier
- 1992 : Batman : Le Défi
- 1993 : Cliffhanger : Traque au sommet
- 1994 : True Lies
- 1997 : Titanic
- 2004 : Alien vs. Predator
- 2006 : X-Men : L'Affrontement final
- 2007 : Rush Hour 3
- 2009 : Avatar
- 2011 : Twilight, chapitre IV : Révélation - Première Partie
- 2012 : Twilight, chapitre IV : Révélation - Deuxième Partie

#### Direction artistique
- 1988 : Deux chiots en danger
- 2009 : Les Zintrus

#### Animation
- 1971 : Shinbone Alley (en)
- 1974 : Les Neuf Vies de Fritz le Chat
- 1977 : Raggedy Ann and Andy: A Musical Adventure
- 1981 : Métal hurlant (segment Taarna)

#### Production
- 2003 : Les Fantômes du Titanic

#### Apparition en tant qu'acteur
- 1994 : True Lies

### Télévision

#### Réalisation
- 1999-2000 : Star Trek : Voyager (2 épisodes)

#### Scénario
- 2000 : Star Trek : Voyager (1 épisode)

#### Direction artistique
- 1978 : Jane de la jungle
- 1979-1980 : Scooby-Doo et Scrappy-Doo
- 1980 : Les Entrechats

#### Animation
- 1980 : Les Entrechats

## Distinctions

### Récompenses
- Oscar du cinéma :
  - Oscar des meilleurs effets visuels 1990 (Abyss)
- Saturn Award :
  - Saturn Award des meilleurs effets spéciaux 1995 (True Lies)

### Nominations
- Oscar du cinéma :
  - Nommé à l'Oscar des meilleurs effets visuels 1985 (SOS Fantômes)
  - Nommé à l'Oscar des meilleurs effets visuels 1987 (Poltergeist 2)
  - Nommé à l'Oscar des meilleurs effets visuels 1993 (Batman : Le Défi)
  - Nommé à l'Oscar des meilleurs effets visuels 1994 (Cliffhanger : Traque au sommet)
  - Nommé à l'Oscar des meilleurs effets visuels 1995 (True Lies)
- Saturn Award :
  - Nommé au Saturn Award des meilleurs effets spéciaux 2007 (X-Men : L'Affrontement final)
- British Academy Film Awards :
  - Nommé au British Academy Film Award des meilleurs effets visuels 1993 (Batman : Le Défi)
  - Nommé au British Academy Film Award des meilleurs effets visuels 1995 (True Lies)
- Satellite Awards :
  - Nommé au Satellite Award des meilleurs effets visuels 2006 (X-Men : L'Affrontement final)